# Eduard Alfred Lehmann-Wittenberg
Eduard Alfred Lehmann-Wittenberg (* 16. April 1889 in Wittenberg; † 8. Juni 1952 in München) war ein deutscher Kunstmaler.

## Leben
Geboren wurde er als Eduard Alfred Lehmann. In Wittenberg aufgewachsen fand er schon in der Jugend Gefallen an der Malerei. Nach einem Studium an der Kunsthochschule Berlin richtete er sich vor 1920 ein Atelier in Bad Schmiedeberg ein. Hier wie in der umgebenden Dübener Heide fand Lehmann die Motive für sein Schaffen. Sein Vorbild war dabei der ehemals vor Ort lebende Maler Emil Zschimmer, als dessen Nachfolger er sich zum „Heidemaler“ entwickelte. Um Verwechselungen mit namensgleichen Künstlern zu vermeiden, fügte er nach seinen ersten Erfolgen seinem Familiennamen den Namen seines Geburtsortes hinzu.
Neben Arbeiten in Öl, Aquarell, Grafiken und Zeichnungen  (Karikaturen!) entwarf er auch reine Gebrauchsgrafik. Dazu gehörten Geschäftsreklamen (Werbeplakate und u. a. auch das Logo des Eisenmoorbades Bad Schmiedeberg), das Notgeld dieser Stadt sowie z. B. Titelblätter für die Heftreihe Die Dübener Heide. Viele seiner Arbeiten dienten der Illustration dieser Hefte wie auch anderer regionaler Veröffentlichungen. Auch für seinen Freund, den deutsch-dänischen Schriftsteller P. Vilgardsen-Blume (Pseudonym: Momos der Wanderer), fertigte er Buchillustrationen an, etwa für das Kinderbuch Maler Knille putzt die Märchenbrille.
Wohl hauptsächlich aus wirtschaftlichen Gründen legte sich Lehmann 1929 ein zweites Atelier in München zu, wo er sich seitdem zeitweise aufhielt und in Stadt und Umfeld neue Motive seines Schaffens fand. Besonders widmete er sich der Darstellung von Alpenlandschaften. Seit 1945 bis Ende der 1940er Jahre lebte Lehmann generell in Bad Schmiedeberg, wo er sich den Lebensunterhalt mit Porträtmalerei verdiente. Danach verzog er endgültig nach München, wo er verstarb.